# Музика всередині
«Музика всередині» — американський біографічний драматичний фільм 2007 року режисера Стівена Саваліча.
У головних ролях: Рон Лівінгстон, Мелісса Джордж, Майкл Шин, Ребекка Де Морней та Маріон Росс.
У фільмі розповідається про життя Річарда Піментела (роль Рона Лівінгстона), відомого публічного оратора, який втратив слух на війні у В’єтнамі , що змусило його стати активістом просування, підписання та популяризації й дотримання Закону про американців з обмеженими можливостями.
Майкл Шин грає Артура Ханімена, а Мелісса Джордж — дівчину Піментела.
Фільм знято у місті Портленд, штат Орегон, у 2006 році.
У лютому 2007 року стрічка «Музика всередині» була показана на Даллаському міжнародному кінофестивалі AFI, де отримала нагороду як найкращий повнометражний фільм. Фільм було придбано для розповсюдження компанією Metro-Goldwyn-Mayer, яка дала йому обмежений прокат у кінотеатрах у США 26 жовтня 2007 року.

## Сюжет
У 1947 році в Портленді, штат Орегон, Річарда Піментеля(роль Ріджа Кеніпа) віддає в притулок на усиновлення його параноїдально-шизофренічна мати(роль Ребекки Де Морней). Пізніше вона повертає свого сина з притулку, але його дитинство з нею, психічно-хворою мати-одиначкою, дуже бурхливе. Про Річарда, в основному, піклуються його бабуся по материнській лінії(роль Маріон Росс) та батько китайського походження Делл Фонг(роль Клінта Юнга). Коли Делл гине внаслідок нещасного випадку на ринку, яким він володіє, Річард повертається під опіку своєї матері, яка незабаром поміщається в лікарню.
Будучи підлітком, в школі, одного разу, після виступу з доповіддю-рефератом, Річард розуміє, що має дар публічних виступів.
Після закінчення середньої школи в 1969 році він відвідує Портлендський державний університет як потенційний студент, вільним слухачем. Річард привертає увагу доктора Бена Педроу(роль Гектора Елізондо), футбольного тренера та керівника факультету красномовства в університеті, і читає для нього промову.
Незважаючи на талант хлопця, Педроу різко каже Річарду, що йому потрібно «жити повноцінним життям», щоб отримати перспективу та відточити свої природні ораторські навички. Це надихає Річарда вступити до армії США, і він служить солдатом на полі бою під час війни у В'єтнамі.
В одній з військових сутичок, вибух на близькій відстані, призводить до того, що Річард майже повністю втрачає слух(контузія), і у нього залишається постійний шум у вухах.
Після демобілізації та лікування, Річард повертається в Портленд, де вступає до університету. Там він товаришує з Майком Штольцом, ветераном, алкоголіком(роль Юла Васкеса), і Артом Ханіменом, письменником із високим IQ, який має церебральний параліч(роль Майкла Шина). Річард і Арт швидко стають близькими друзями.
На роликовій ковзанці Річард вступає в конфронтацію з Нікосом, хлопцем своєї однокурсниці Крістін(роль Мелісси Джордж). Річард, використовуючи свою здатність читати по губах на відстані, спостерігає, як Нікос ображає Арта.
Пізніше Річард бачить Крістін в університетському містечку та відповідає на її оголошення про поїздку до Сіетла на концерт Jefferson Airplane. Річард, Арт та Крістін вирушають на концерт у авто Крістін. Річард проводить ніч у будинку Крістін. Він шокований, дізнавшись, що Крістін має відкриті стосунки з Нікосом, але погоджується продовжувати зустрічатися з нею.
Після закінчення університету Річард починає успішну кар'єру, працюючи в страховому агентстві. У день народження Арта Річард веде його на вечерю у невеличкий ресторан-закусочну, але офіціантка та менеджер відмовляються їх обслуговувати, боячись, що Арт, який має ДЦП, заважає іншим клієнтам. Коли вони протестують, Річарда та Арта заарештовують і засуджують за порушення « потворного закону », указу, спрямованого проти бідних та осіб з обмеженими можливостями, які не можуть з’являтися в громадських місцях. Цей інцидент надихає Річарда залишити роботу в страховій компанії та присвятити свій час некомерційній роботі, допомагаючи працевлаштовувати ветеранів та людей з обмеженими можливостями. За допомогою свого друга ветерана Майка Штольца та інших ветеранів, Річард створює невелику приватну агенцію з допомоги вищеназваним людям.
У 1978 році Річарду вперше встановлюють слухові апарати, хоча вони не забезпечують належного слуху. Доктор Педроу знайомить Річарда із Біллом Остіном(роль Леслі Нільсена, який насправді теж має проблеми зі слухом), засновником компанії Starkey Hearing Technologies, яка виробляє найсучасніші слухові апарати.
Тим часом Річард, співпрацюючи з Артом, починає писати трактат та програму на тему людей з інвалідністю та ветеранів.
У 1980-х роках кар’єра Річарда піднімається, коли він стає основним доповідачем уряду США, виступаючи з промовами перед державними установами та відділами щодо навчання та обліку для людей з обмеженими можливостями; він також розробляє навчальну програму, щоб допомогти інформувати громадськість про ВІЛ/СНІД.
Однак гучна кар'єра Річарда починає негативно впливати на його відносини з Крістін. Коли Річард скасовує спільні плани з Крістін щоб провести виступ, Крістін вирішує припинити їхні стосунки. Річард ще більше спустошений, коли його друг ветеран Майк Штольц закінчує життя самогубством, а мати Річарда помирає в психіатричній лікарні.
Річард знову відновлює стосунки з Крістін, яка тепер заручена з іншим чоловіком.
У 1990 році Конгрес підписав Закон про американців з обмеженими можливостями, і зусилля Річарда нарешті отримали результат та визнання. Його програма працевлаштування та пошуку роботи для ветеранів та осіб з інвалідністю стає відомою майже у всіх штатах Америки.
Незабаром після цього Річард і Арт святкують день народження Арта в закусковій, де їм колись відмовили в обслуговуванні.

## Акторський склад
| Актор                 | Роль                                                 |
| --------------------- | ---------------------------------------------------- |
| Рон Лівінгстон        | Річард Піментел                                      |
| Рідж Кеніп            | Річард Піментел (підліток)                           |
| Мелісса Джордж        | Крістін дівчина Річарда                              |
| Майкл Шин             | Арт Ханейман письменник, друг Річарда, хворий на ДЦП |
| Юл Васкес             | Майк Штольц ветеран В'єтнаму, друг Річарда           |
| Ребекка Де Морней     | мати Річарда Піментела                               |
| Клінт Юнг             | Делл Фонг батько Річарда                             |
| Маріон Росс           | бабуся Річарда                                       |
| Гектор Елізондо       | доктор Бен Педроу                                    |
| Леслі Нільсен         | Білл Остін                                           |
| Пол Майкл             | Джо                                                  |
| Джон Лівінгстон       | містер Паркс                                         |
| Бретт Донах'ю         | МакМехон                                             |
| Клінт Говард          | клерк                                                |
| Лінда Барден-Вілльямс | «Бембі»                                              |

## Виробництво

### Кастинг

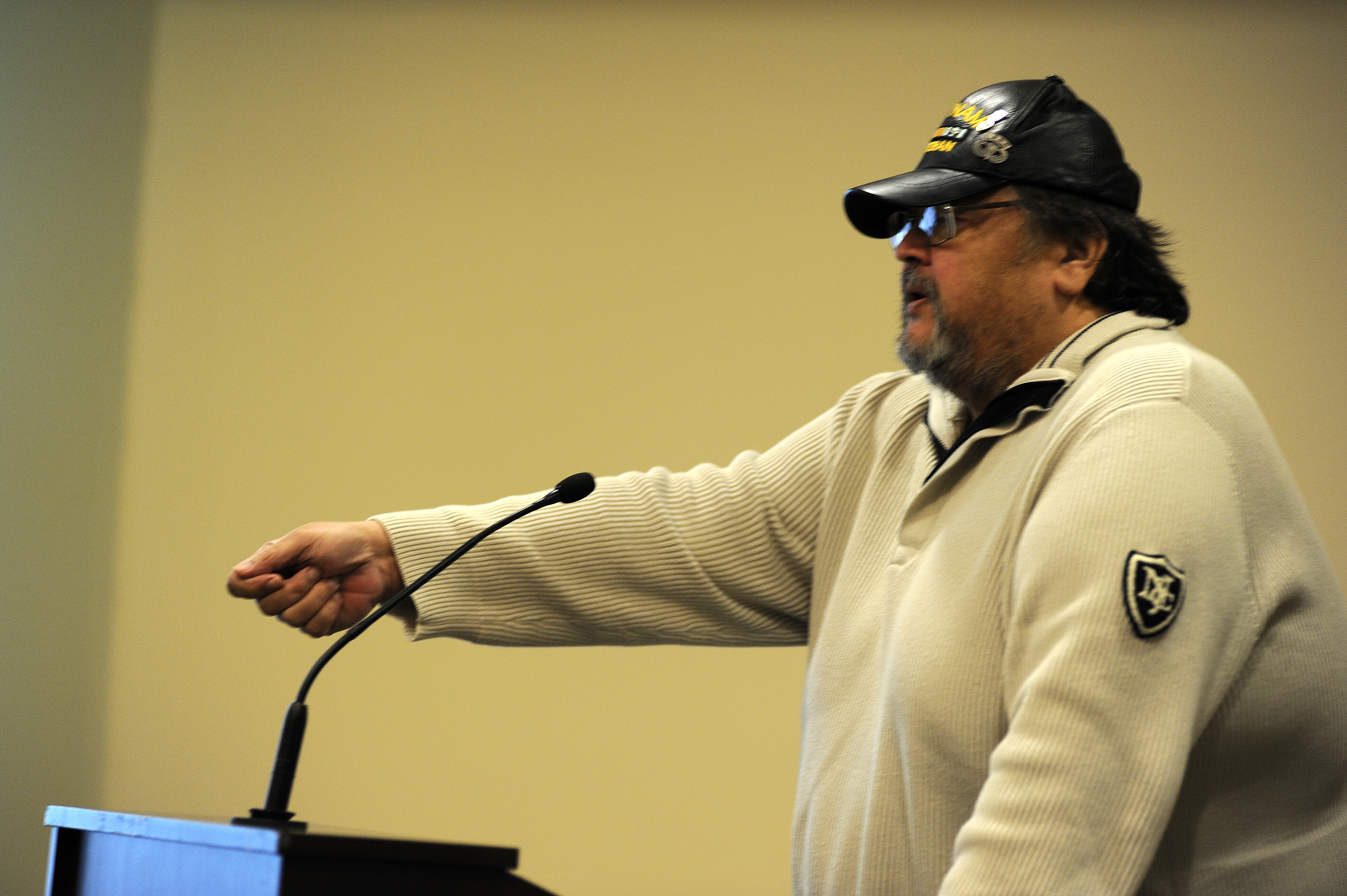
"Справжній" Річард Піментел на одному зі своїх публічних виступів

Щоб підготуватися до відтворення образу Річарда Піментеля, Рон Лівінгстон відвідав публічний захід у Міннесоті, на якому з промовою виступив справжній Річард Піментел, а потім провів час із Піментелом, щоб точно зобразити його манери.
Актриса Мелісса Джордж захотіла зніматись у фільмі через те, що її батько, австралієць, брав участь у війні у В’єтнамі. Які Піментел, батько Мелісси мав контузію - постійний шум у вухах і часткову втрату слуху.
Вітчим режисера Стівена Саваліча Вільям Ф. Остін, засновник компанії Starkey Hearing Technologies, організував поїздку батька Мелісси Джордж із західної Австралії до Сполучених Штатів і встановив йому слухові апарати власного виробництва.

### Зйомки
Основні зйомки фільму "Музика всередині" проходили в Портленді, штат Орегон, включаючи кампус Портлендського державного університету.

## Саундтрек
Хоча офіційний саундтрек не був випущений, у фільмі використано наступні пісні:  
- "You're Nobody 'Til Someone Loves You" - Дін Мартін
- "Green Green Tomatoes" - Marc Dold and Judith Martin
- "Intergalactic Cowboy" - Crit Harmon
- "Midnight Rambler" - The Rolling Stones
- "We Gotta Get Out of this Place" - The Animals
- "Papa's Got a Brand New Bag" - Джеймс Браун
- "But It's Alright" - J. J. Jackson
- "Papa Was, Too" - Joe Tex
- "Hush" by Deep Purple
- "It's Your Thing" - The Isley Brothers
- "Sunshine Superman" - Донован
- "Magic Carpet Ride" - Steppenwolf
- "Somebody to Love" - Jefferson Airplane
- "Rebellious Youth, No Regrets" - Simon Heselev
- "Mas que Nada" - Sérgio Mendes & Brasil '66
- "Stuck in the Middle with You" - Stealers Wheel
- "In Your Eyes" by Jon Aldrich
- "Let It Out (Let It All Hang Out)" - The Hombres
- "N.I.B." - Black Sabbath
- "Brazilian Sunset" - Brad Hatfield
- "Get Together" - The Youngbloods
- "As Long as You Don't Want It" - John Powers
- "Tin Man" - America
- "Shambala" - Three Dog Night
- "Mona Lisas and Mad Hatters" - Елтон Джон
- "China Grove" - The Doobie Brothers

## Випуск
«Music Within» було відібрано для вечірнього показу на відкритті Далласького міжнародного кінофестивалю Американського інституту кіно в лютому 2007 року 

### Касовий збір
26 жовтня 2007 року в США фільм був випущений в обмеженому прокаті компанією Metro-Goldwyn-Mayer 
У перші вихідні фільм зібрав 52 744 доларів в 17-ти кінотеатрах.  Згодом він приніс 154 087 доларів у Сполучених Штатах і ще 33 494 долари на міжнародному рівні, а світові касові збори склали 187 581 долар. 

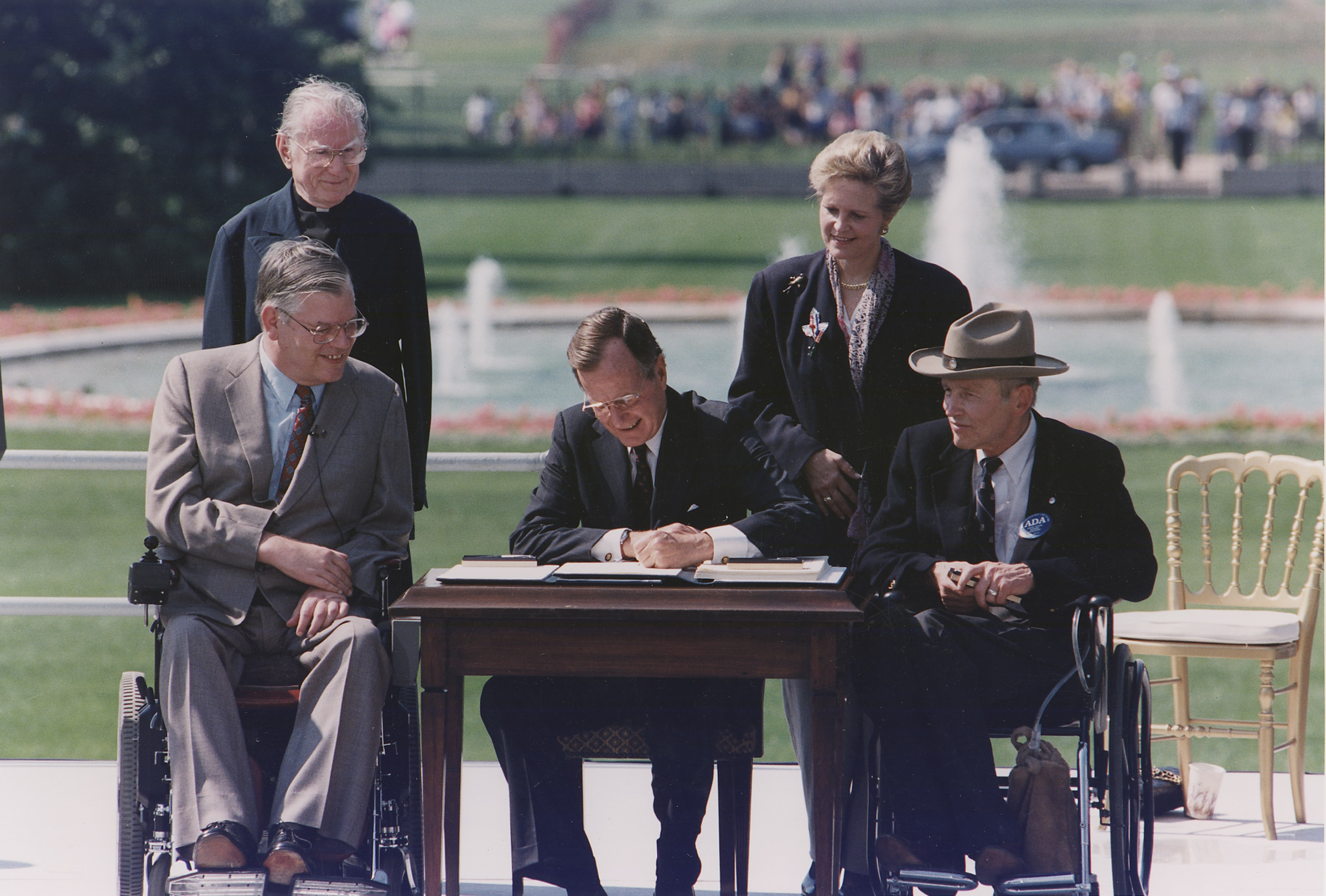
Президент США Джордж Буш(старший) підписує Закон про громадян з обмеженими можливостями у 1990 році. Зліва направо: Еван Кемп, преподобний Харольд Вілке, президент США Джордж Буш, Сандра Парріно, Джастін Дарт

Пишучи про труднощі маркетингу фільму, журналіст Кірк Ганікат зазначив: «Завдання, з яким зіткнулася MGM, полягає в тому, щоб переконати глядачів ризикнути подивитися фільм про події, що призвели до знакового Закону про американців з обмеженими можливостями. Фільм виходить сьогодні на 10 ринках, і йому знадобиться сильна підтримка критиків у тандемі з маркетингом MGM, щоб привернути увагу. Цілком ймовірно, що фільм залишить слід на ринках кабельного телебачення та DVD-дисків».

### Критика
Кірк Ханікатт з The Hollywood Reporter зазначив: « Музика всередині зачепить аудиторію неймовірно крутим і дотепним реальним персонажем, Річардом Піментелом... з жорстким, сентиментальним стилем оповіді, яка проходить у свіжих, розважальних 94 хвилинах, як свого роду ілюстрована стендап-комедія».
Метт Зайтц з The New York Times, однак, назвав режисуру фільму «надокучливо позбавленою фантазії», зрештою вважаючи його «поганим фільмом із добрим серцем».
Рецензуючи фільм для журналу Slant, Нік Шегер присудив йому дві зірки з чотирьох, зазначивши: «Рон Лівінгстон, незмінно привабливий образ, який випромінює невибагливий повсякденний шарм, успішно продає навіть найбанальніший із сценаріїв — найбільш вартий стогону дискримінаційний «млинцевий злочин», який, згідно з піднесеними мелодраматичними вимогами, поливаяється через 20 років зворушливим сиропом».
Уеслі Морріс з The Boston Globe висловив подібну думку, написавши, що фільм «усе, чим він повинен бути: здоровий, з добрими намірами, співчутливий. Але фільм також не піднімається вище, ніж телевізійне публічне оголошення».
Кевін Краст з Los Angeles Times високо оцінив виконання фільму, але вважає, що фільм втратив наративний імпульс у другій половині, «коли відданість Піментеля своїй роботі... впливає на його стосунки з Крістін. Стільки часу витрачається на обов’язкові сцени з автовідповідачами та випадковими зустрічами на вулиці, що його робота над ADA здається невдалою.» 
Time Out нагородив фільм трьома зірками з п’яти, але так само розкритикував структуру фільму, описавши його як «біографічний фільм із з’єднанням крапок», який робить особисту історію Піментеля «майже зайвою порівняно з більш переконливою історією про те, як він змінив скалічену культуру «потворних» законів (за якими поліція мала право заарештовувати будь-кого, хто був фізично «непривабливим») на закон з обов’язковим доступом для інвалідних візків».
Роджер Еберт назвав фільм «розважальним» і «іноді надихаючим», але додав: «Мене непокоїть те, що Music Within бере окрему історію, яка надихає, так, а потім думає, що це все, що можна розповісти. Це був не один хлопець, який розлютився. Це були десятиліття боротьби, десятиліття відторгнення, десятиліття вулиць, які неможливо було перетнути, сходів, якими неможливо було піднятися, будинків, у яких неможливо було жити, та клієнтів, яких не можна було турбувати».